# Liste der Monuments historiques in Lagney
Die Liste der Monuments historiques in Lagney führt die Monuments historiques in der französischen Gemeinde Lagney auf.

## Liste der Objekte
| Bezeichnung               | Beschreibung                           | Standort                        | Kennzeichnung | Schutzstatus | Datum | Bild |
| ------------------------- | -------------------------------------- | ------------------------------- | ------------- | ------------ | ----- | ---- |
| Zwei Beichtstühle         | Holz, Ende des 18. Jahrhunderts        | in der Kirche St-Clément (Lage) | PM54001604    | Inscrit      | 1995  |      |
| Skulptur Madonna mit Kind | Stein, farbig gefasst, 18. Jahrhundert | in der Kirche St-Clément (Lage) | PM54000312    | Classé       | 1984  |      |
| Weihwasserbecken          | Gusseisen, Anfang des 17. Jahrhunderts | in der Kirche St-Clément (Lage) | PM54001603    | Inscrit      | 1995  |      |